# Spisak likova iz serije Izgubljeni
Spisak likova iz serije Izgubljeni.
Nakon najavne špice uloge u seriji su poređane po alfabetnom redosledu. Svaki od likova ima mračnu prošlost koju istražujemo u flešbekovima. U svakoj epizodi vidimo flšbekove drugog lika. Iako ima puno centralnih likova nekoliko od njih posebno se ističe.
Prva sezona serije ima 14 glavnih likova, među kojima su bivši irački vojnik Said , trudna Australijanka Kler, hirurg i glavni protagonista serije dr. Džek Šepard, srećni loto dobitnik Hugo Rejes, prevarant Sojer koji traži čoveka koji je kriv za tragediju njegovih roditelja, korejski bračni par San i Džin, žena begunac od policije Kejt, bivša rok zvezda i narkoman Čarli, građevinac Majkl i njegov sin Volt, misterizni Džon Lok koji je nakon pada aviona misteriozno prohodao, bivša učiteljica plesa Šenon i sin njene maćehe, njen polubrat Bun.
Tokom vremena neki glumci su otišli iz serije, a neki su se pojavljivali samo u pojedinim epizodama. Umesto njih ubačene su neke nove ličnosti, npr. oni koji su bili u zadnjem delu aviona, kao što su katolički sveštenik Eko i  bivša policajka Ana Lucia.

### Glavni likovi
| Ime glumca/glumice | Uloga u seriji      | Profesija/Status (pre pada aviona)                                                  |
| Metju Foks         | dr. Džek Šepard     | hirurg                                                                              |
| Evandželin Lili    | Kejt Ostin          | begunac koji beži od policije                                                       |
| Džoš Holovej       | Džejms "Sojer" Ford | prevarant                                                                           |
| Navin Endruz       | Said Džarah         | bivši irački vojnik i mučitelj ratnih zarobljenika                                  |
| Teri O'Kvin        | Džon Lok            | regionalni menadžer u kompaniji za proizvodnju ambalaže, bivši inspektor nekretnina |
| Jundžin Kim        | San Kvon            | domaćica, ćerka bogatog biznismena                                                  |
| Danijel De Kim     | Džin Kvon           | uterivač dugova za mafiju, bivši ribar i hotelski vratar                            |
| Emili de Rejvin    | Kler Litlton        | bivši tatu majstor, radnica u restoranu brze hrane                                  |
| Horhe Garsija      | Hugo "Harli" Rejes  | milioner (postao nakon dobitka na lutriji), bivši radnik u restoranu brze hrane     |
| Nestor Karbonel    | Ričard Alpert       | pripadnik Drugih koji ne stari                                                      |
| Zulajka Robinson   | Ilana               | misteriozni putnik leta Adjira 316 koju je Džejkob zamolio da dođe na ostrvo        |
| Džef Fejhi         | Frenk Lapidus       | pilot koji je dovezao na ostrvo grupu naučnika, pilot Adjira 316                    |
| Majkl Emerson      | Ben Lajnus          | lider "Drugih", tvrdi da živi na ostrvu od rođenja                                  |
| Ken Lung           | Majls Strom         | medijum koga Vidmor šalje na ostrvo                                                 |

### Sporedni likovi
| Ime glumca/glumice  | Uloga u seriji         | Zanimanje (pre pada aviona) |
| Malkolm Dejvid Keli | Volt Lojd              | Majklov sin |
| Medison/Pono        | Vinsent, pas           | labrador-retriver |
| Henri Ijan Kjusik   | Dezmond Hjum           | bivši vojnik u engleskoj kraljevskoj gardi, bivši kaludjer, bivši dekorater, stacioniran u otvoru Labud u kojem se našao nakon brodoloma u solo trci oko sveta |
| L. Skot Kaldvel     | Rouz Nadler            | žena kojoj simptomi raka nestaju kada dospe na ostrvo, Bernarova žena                                                                                          |
| Sem Anderson        | Bernar Nejdler         | zubar, rastavljen od Rouz prilikom pada aviona (srušio se na drugi deo ostrva)                                                                                 |
| Sonja Valger        | Penelopa "Peni" Vidmor | Dezmondova devojka |
| Alan Dejl           | Čarls Vidmor           | otac Dezmondove devojke Peni |
| Džon Teri           | Kristijan Šepard       | Džekov otac |
| razno               | Aron Litlton           | beba, dete koje je Kler Litlton rodila na ostrvu. |

### Bivši likovi
| Ime glumca/glumice      | Uloga u seriji    | Profesija (pre pada aviona)                                                                                         | razlog odsutnosti iz serije                                                  |
| Ijan Somerhalder        | Bun Karlajl       | zamenik direktora u kompaniji svoje majke za organizovanje venčanja                                                 | podlegao povredama nakon pada sa litice                                      |
| Mišel Rodrigez          | Ana Lusija Kortez | bivši policajac, radnica obezbeđenja na aerodromu u Los Angeles-u                                                   | ubio je Majkl                                                                |
| Sintija Votros          | Libi              | samovzani klinički psiholog, zapravo pacijent na psihijatriji                                                       | slučajno je upucao Majkl                                                     |
| Megi Grejs              | Šenon Raderford   | instruktor baleta                                                                                                   | slučajno je upucala Ana Lusija                                               |
| Kili Sančez             | Niki Fernandez    | prevarantkinja, glumica                                                                                             | živa sahranjena jer je pogrešno smatrana mrtvom                              |
| Rodrigo Santoro         | Paulo             | bivši glavni kuvar                                                                                                  | preminuo nakon što je greškom živ sahranjen                                  |
| Dominik Monahan         | Čarli Pejs        | rok muzičar, narkoman                                                                                               | udavio se pokušavajući da pomogne preživelima da uspostave kontakt sa svetom |
| Elizabet Mičel          | dr. Džulijet Burk | ginekolog, doktor za sterlitet i oplodnju, pripadnica "Drugih" (The Others)                                         | najverovatnije poginula prilikom detoniranja hidrogenske bombe               |
| Harold Pirino           | Majkl Doson       | gradjevinac, slobodni umetnik poginuo                                                                               | u eksploziji broda dok je pokušavao da detonira bombu                        |
| Adevejl Akinoje-Agbadže | Mister Eko        | bivši nigerijski diler droge, samozvani sveštenik                                                                   | ubijen od strane crnog dima                                                  |
| Džeremi Dejvis          | Danijel Faradej   | fizičar koga je Widmor poslao na ostrvo                                                                             | ubila ga je sopstvena majka Eloiz Hoking                                     |
| Rebeka Mejder           | Šarlot Luis       | antropolog koju je Widmor poslao na ostrvo, rođena na ostrvu, njeni roditelji su bili članovi Darma Inicijative     | umrla od posledica pomeranja ostrva kroz vreme                               |
| Mira Furlan             | Danijel Ruso      | naučnica francuskog tima koji se nasukao na ostrvo pre 16 godina                                                    | ubili su je vojnici koje je Vidmor poslao na ostrvo                          |
| Mark Pelegrino          | Džejkob           | najviši autoritet "Drugih" koji živi ispod statue sa četiri prsta, zaštitnik ostrva, nalazi se dosta dugo na ostrvu | ubija ga Ben na kraju pete sezone                                            |

### Ostali likovi
| Ime glumca/glumice | Uloga u seriji   | Profesija                                                                           |
| Edvard Mars        | Fredrik Len      | policijski inspektor koji je nastradao od povreda nakon pada aviona                 |
| Klensi Braun       | Kelvin Džo Inman | bivši agent američke obaveštajne službe koji se kasnije pridružio Darma Inicijativi |
| Daniejl Rubak      | dr. Lesli Arc    | nastavik fizike, koji je nastadao nakon što ga je razneo dinamit                    |

### Likovi iz flešbekova
| Ime glumca/glumice  | Uloga u seriji          | Povezanost                        |
| Kevin Tij           | Enoni Kuper             | Lokov biološki otac i pravi Sojer |
| Džuli Bouen         | Sara Šepard             | Džekova bivša žena                |
| Toni Li             | Jae Li                  | Sanin ljubavnik                   |
| Adetokumb Mekormak  | Jemi                    | Mister Ekov brat                  |
| Bet Broderik        | Dajana Jansen           | Kejtina majka                     |
| Andrea Gabriel      | Nur "Nadia" Abed Džazim | Saidova devojka                   |
| Gabrijela Ficpatrik | Lindzi Litlton          | Klerina tetka                     |
| Bajron Čung         | gospodin Paik           | Sanin otac, Džinov poslodavac     |
| Lilijan Harst       | Karmen Rejes            | Hugova majka                      |